# Ханкуль
Солёное (Ханку́ль, Хан-Куль) — озеро в Аскизском районе Хакасии, республиканский ландшафтный памятник природы.
Расположено в 2 км к юго-западу от посёлка станции Ханкуль, в 60 км от города Абакана, по тракту на районный центр — село Аскиз.
Озеро продолговатой формы, наибольшая длина — около 700 м, максимальная глубина — около 4 м. Находится у подножия невысокой горной гряды, в окружении всхолмлённой степи. Общая площадь — 1000 га.

## Характеристика водоёма
Берега открытые, песчано-илистые, частично заболоченные и поросшие кустарником. Дно пологое, только с южной стороны имеет большой уклон. Вода минерализованная (35-41 г/л) слабощелочная, сульфатно-хлоридная, натриевая, по составу сравнимая с морской водой, является лечебной. Донные отложения — светло-серые илы имеются в виде узкой полосы в прибрежной южной и юго-восточной частях озера, бальнеологической ценности не имеют.
Для сохранения лечебных свойств озера оно было внесено в перечень особо охраняемых природных территорий Хакасии. Недалеко от Ханкуля имеется подземный минеральный источник с питьевой лечебно-столовой водой, в настоящее время разливающейся в бутылки и поступающей в продажу под таким же названием. На южном берегу имеется пляж.
В настоящее время (по данным на 2019 год) идёт опреснение озера.
В реальности в данном районе находятся два озера. Одно довольно крупное, второе небольшое на расстоянии двух километров к юго-западу от первого. Между ними пролегают автотрасса Абакан — Абаза и железнодорожное полотно линии Южно-Сибирской магистрали Новокузнецк — Абакан. Крупнейшее из этих озёр называется Солёное, второе — Ханкуль.

## Ханкульское месторождение минеральных подземных вод
Выявлено и разведано в 2001—2002 годах. Воды приурочены к зоне трещиноватости в отложениях кохайской свиты верхнего девона. Водовмещающими породами являются песчаники и алевролиты. Воды напорные, глубокого залегания водоносного горизонта 100—150 м. Минерализация подземных вод обусловлена выщелачиванием солей из красноцветных пород верхнего девона. Подземные воды холодные маломинерализованные сульфатные, натриевые с минерализацией 1,8—2,7 г/дм. Согласно общепринятой классификации, подземные воды Ханкульского месторождения относятся к группе вод без «специфических» компонентов и свойств и в соответствии с ГОСТ 13273-88 «Воды минеральные питьевые лечебные и лечебно — столовые», являются минеральными, питьевыми лечебно-столовыми. Бальнеологическая ценность воды определяется минерализацией и ионно-солевым составом. Может рассматриваться как разновидность минеральных вод XI группы (Чебоксарский тип). Гидрогеологические условия сложные. Эксплуатационные запасы обеспечиваются её естественными ресурсами и составляют 100 м³ в сутки по категории С2.